# Louis IV (grand-duc de Hesse)
Pour les articles homonymes, voir Louis IV.
 (octobre 2014).
Si vous disposez d'ouvrages ou d'articles de référence ou si vous connaissez des sites web de qualité traitant du thème abordé ici, merci de compléter l'article en donnant les références utiles à sa vérifiabilité et en les liant à la section « Notes et références ».
Louis IV de Hesse (en allemand Ludwig IV von Hessen), né le 12 septembre 1837 et mort le 13 mars 1892, est grand-duc de Hesse de 1877 à 1892.

## Famille
Fils de Charles de Hesse-Darmstadt (1809 – 1877), frère du grand-duc Louis III de Hesse, et d'Élisabeth de Prusse (1815 – 1885), il est le neveu du grand-duc Louis III mais aussi de la tsarine née Marie de Hesse-Darmstadt, épouse du tsar Alexandre II de Russie. Par sa mère, il est un cousin germain du roi de Bavière Louis II et allié à la maison royale de Prusse. Par sa grand-mère Wilhelmine de Bade, il est un proche parent de plusieurs têtes couronnées européennes, notamment l'empereur d'Autriche François-Joseph Ier, le roi de Saxe Albert Ier et le roi de Roumanie Charles Ier.

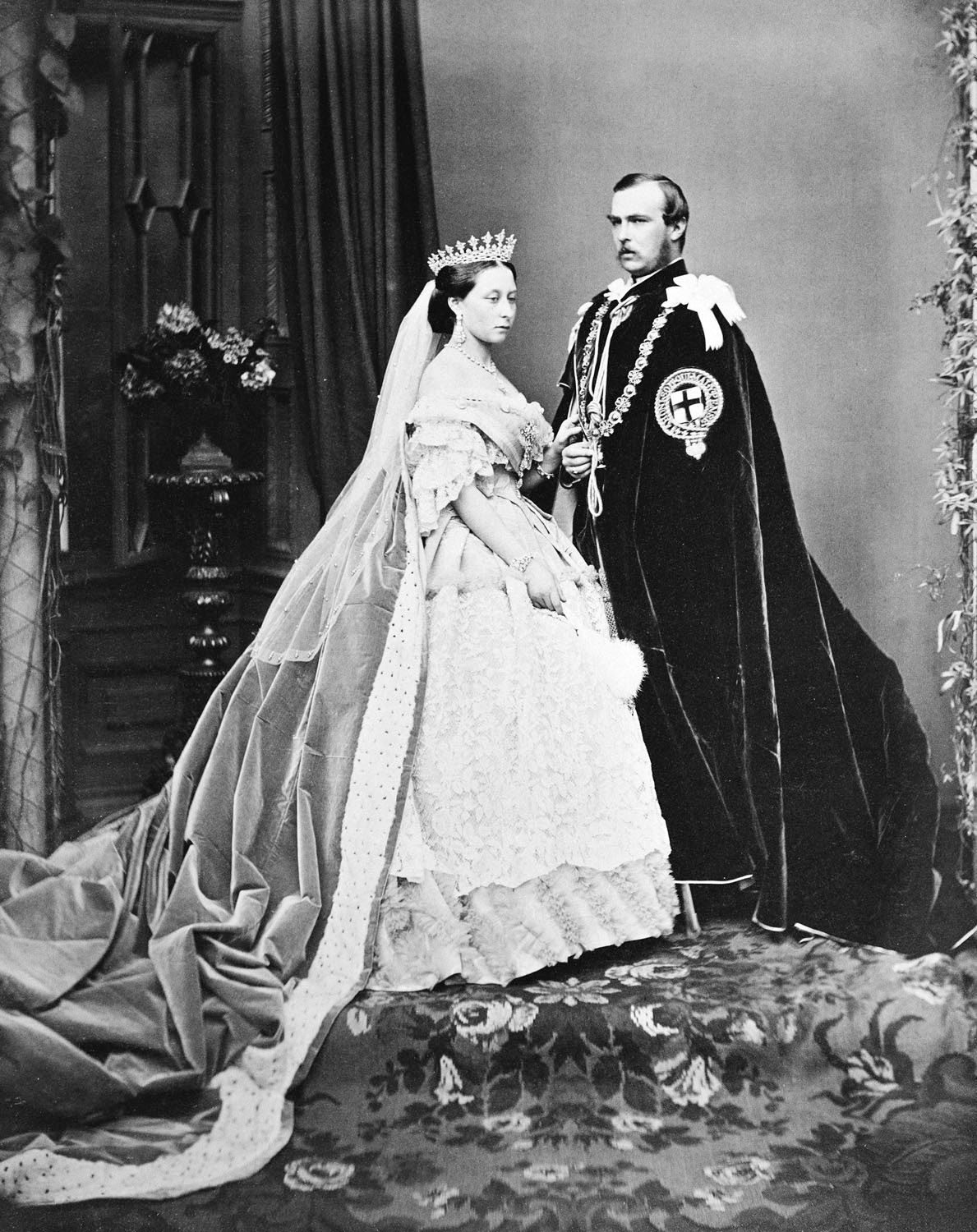
Le prince et la princesse de Hesse-Darmstadt (mai 1863)

Le 1er juillet 1862, il épouse la princesse Alice (1843-1878), fille cadette de la reine Victoria du Royaume-Uni et du défunt prince consort Albert. Cette union — comme celle de sa sœur aînée Victoria avec le Kronprinz de Prusse — relève du désir politique du prince consort de promouvoir le libéralisme en Allemagne au moyen de ses relations familiales.
De cette union naissent sept enfants dont la plupart connaîtront des fins tragiques:
- Victoria (1863-1950), épouse Louis de Battenberg, marquis de Milford-Haven (1854 – 1921) — grands-parents de Philip de Grèce et Danemark, duc d'Edimbourg et prince consort du Royaume-Uni ;
- Élisabeth (1864 – assassinée en 1918), épouse en 1884 le grand-duc Serge Alexandrovitch de Russie (1857 – assassiné en 1905) ;
- Irène (1866-1953), épouse Henri de Prusse (1862-1929), son cousin germain, frère de l'empereur allemand Guillaume II ;
- Ernest-Louis (1868-1937), grand-duc de Hesse, épouse sa cousine germaine Victoria-Mélita de Saxe-Cobourg-Gotha, divorcé en 1901, puis en 1905, Éléonore de Solms-Hohensolms-Lich (morte avec son fils aîné, sa belle-fille et leurs enfants dans un accident d'avion en 1937) ;
- Frédéric (1870-1873), décédé des suites d'une hémorragie ;
- Alix (1872 – assassinée en 1918), épouse Nicolas II de Russie (1868 – assassiné en 1918) ;
- Marie (1874-1878), décédée de la diphtérie.

La grande-duchesse Alice transmet à ses enfants le gène de l'hémophilie qui coûte la vie à son fils Frédéric. A leur tour, ses filles Irène et Alix transmettent ce gène à leurs fils. C'est sans doute pour ne pas transmettre ce gène à un futur empereur allemand que les familles de Hesse et de Hohenzollern s'opposent au désir du futur Guillaume II d'épouser sa cousine Élisabeth de Hesse. En revanche, il n'y a pas d'obstacle au mariage d'Irène, sœur d'Élisabeth, avec Henri, frère de Guillaume.
La grande-duchesse Alice meurt de la diphtérie qu'elle contracte en soignant sa fille dernière-née, Marie, qui meurt du même mal.
Veuf en 1878, Louis IV de Hesse épouse morganatiquement le 30 avril 1884 Alexandra Hutten-Czapska (1854 – 1941), veuve du chargé d'affaires russe à Darmstadt, Alexandre Kolemine. Alexandra Hutten-Czapska reçoit le titre de comtesse von Romrod. Mais devant le grand mécontentement de la famille, après un an d'union, il se voit dans l'obligation d'annuler ce second mariage. En revanche, il est convaincu par sa belle-mère, la puissante reine Victoria, de permettre le mariage de sa fille aînée, la princesse Victoria, avec le prince de Battenberg, un cousin issu d'une branche morganatique.

## Biographie
Par son union avec la princesse Alice de Saxe-Cobourg-Gotha, Louis IV de Hesse lie la maison de Hesse à la maison royale britannique. Par les différentes unions contractées par ses enfants, il lie la maison hessoise aux maisons de Prusse et de Russie.
Le 1er juillet 1862, il épouse Alice de Saxe-Cobourg-Gotha au château d'Osborne situé sur l'île de Wight. Le jour de son mariage, la reine Victoria confère à son nouveau gendre par lettres patentes le titre d'Altesse Royale, celle-ci n'étant cependant valable qu'au Royaume-Uni : dans la Confédération germanique, Louis IV de Hesse porte le titre d'Altesse Grand-Ducale. Plus tard, la reine du Royaume-Uni le fait Chevalier de la Jarretière.

### Carrière militaire
La Hesse-Darmstadt prend le parti de l'Autriche lors de la guerre austro-prussienne de 1866, et le prince commande la cavalerie hessoise. Pendant cette guerre naît sa troisième fille, à qui il donne le prénom inusité "Irène" qui signifie "paix" et semble être un message envoyé aux souverains allemands. Vaincue, la Hesse-Darmstadt ne doit qu'aux liens familiaux de son souverain avec le tsar de ne pas être absorbée par la Prusse. Le grand-duc Louis III est néanmoins contraint de s'allier à la Prusse et de faire entrer ses États dans la Confédération d'Allemagne du Nord.
Lors de la guerre franco-prussienne de 1870-1871, il commande nominalement les armées de la Confédération allemande du Nord.

### Succession au trône grand-ducal de Hesse
Neveu du grand-duc Louis III, il est à sa naissance au second rang après son père dans la ligne successorale au trône. Il devient l'héritier du trône à la mort de son père le 20 mars 1877. Le grand-duc meurt le 13 juin 1877 et le prince lui succède sous le nom de Louis IV, grand-duc de Hesse et du Rhin.

### Inhumation
Louis IV de Hesse décède le 13 mars 1892 à l'âge de 54 ans. il est inhumé dans la crypte grand-ducale de Hesse, près de Darmstadt. Son fils Ernest-Louis de Hesse lui succède. En 1910, sa dépouille est transférée dans le nouveau mausolée (de) de la famille grand-ducale, achevé peu de temps auparavant, dans le parc Rosenhöhe à Darmstadt.

### Généalogie

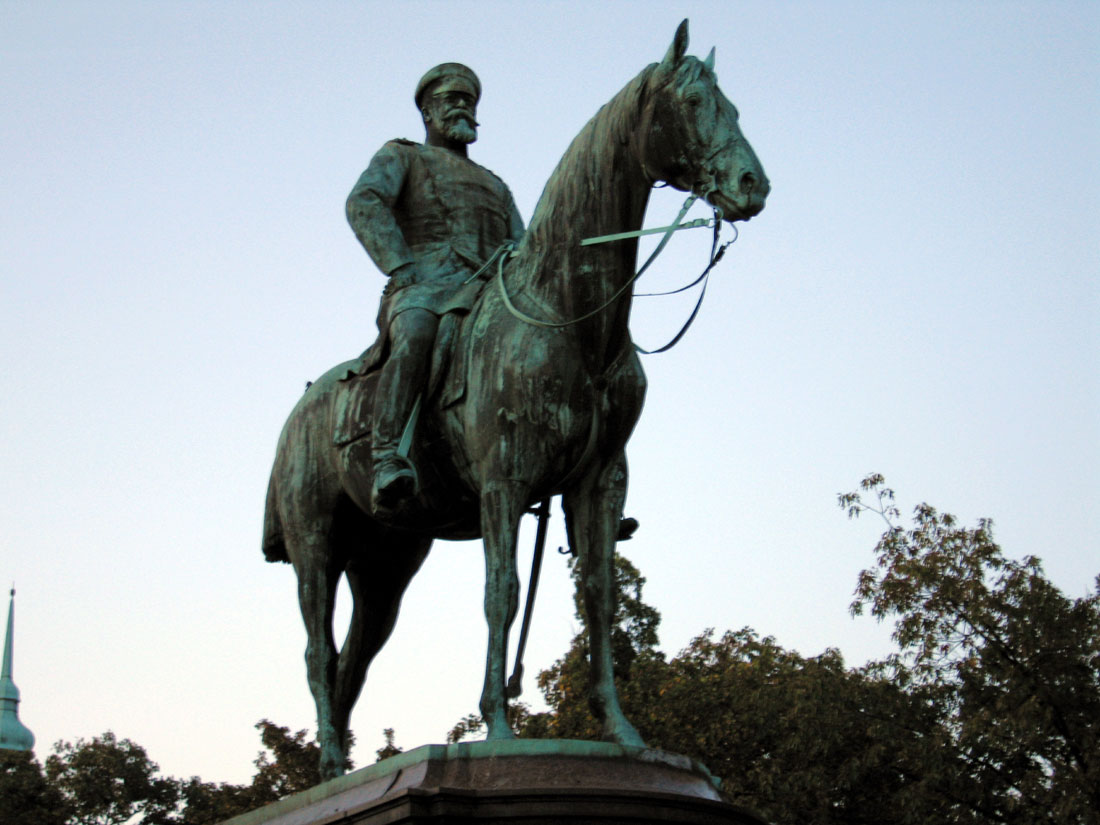
Statue de Louis IV à Darmstadt, œuvre de Fritz Schaper (1898).

Louis IV de Hesse appartient à la branche de Hesse-Darmstadt, cette seconde branche appartient à la première branche de la maison de Hesse, elle-même issue de la première branche de la maison de Brabant.